# سكوت مورغان
سكوت مورغان (بالإنجليزية: Scott Morgan)‏ (22 مارس 1975 بكولشيستر في المملكة المتحدة - ) هو لاعب كرة قدم بريطاني في مركزي الظهير وقلب الدفاع. لعب مع فوريست غرين ونادي باري تاون يونايتد ونادي برينتفورد ونادي بورنموث ونيوبورت كونتي ونادي غالواي ‏ وDorchester Town F.C. ‏.

## وصلات خارجية
- سكوت مورغان على موقع قاعدة بيانات كرة القدم.إي يو (الإنجليزية)
- سكوت مورغان على موقع Soccerbase.com (لاعب) (الإنجليزية)